# 누 (불교)
누(漏) 또는 루(漏)는 번뇌를 뜻하며,  단어의 처음에서 두음법칙에 의해 누로 발음되고 표기되며, 단어의 처음이 아닌 경우에는 루로 발음되고 표기된다.
누(漏)의 문자 그대로의 의미는 "흐른다"이다. 누(漏)는 인간이 번뇌 때문에 각종의 악업을 행하고 그 결과 고(苦)가 그 사람의 삶에 누출(漏出: 새어나옴)되어 나타나고 이러한 고의 누출로 인해 그 사람은 미혹의 세계를 유전(流轉: 이리저리 떠돌다)하게 된다는 것을 의미한다. 이러한 의미에서 누(漏)를 곧  번뇌라고 할 수 있다.
대승불교의 유식유가행파의 논서 《유가사지론》 제8권에 따르면,
누(漏)는 번뇌의 다른 이름인 결(結) · 박(縛) · 수면(隨眠) · 수번뇌(隨煩惱) · 전(纏) · 폭류(暴流) · 액(軛) · 취(取) · 계(繫) · 개(蓋) · 주올(株杌) · 구(垢) · 상해(常害) · 전(箭) · 소유(所有) · 근(根) · 악행(惡行) · 누(漏) · 궤(匱) · 소(燒) · 뇌(惱) · 유쟁(有諍) · 화(火) · 치연(熾然) · 조림(稠林) · 구애(拘礙) 가운데 하나이다.
누(漏)는 유동기심(流動其心)을 뜻한다. 즉, 번뇌가 유정으로 하여금 그 마음 즉 번뇌에 물든 마음이 이리저리 흘러나오게 하는 것을 뜻한다.
누(漏)는 특히 욕루(欲漏) · 유루(有漏) · 무명루(無明漏)의 3루(三漏)를 말한다.

## 같이 보기
- 3도: 견도 · 수도 · 무학도
  - 견도: 16심 · 고법지인
  - 무학도: 34심
  - 성문 수행계위: 4향4과 - 10결(= 5하분결 + 5상분결)
  - 보살 수행계위: 52위
- 현관: 4제현관 · 6현관
- 유루와 무루
- 번뇌의 해석
- 번뇌의 다른 이름
  - 개 · 결 · 계 · 구 · 구애 · 궤 · 근 · 뇌 · 누 · 박 · 상해 · 소 · 소유 · 소해 · 수면 · 수번뇌 · 악행 · 액 · 열 · 유쟁 · 쟁 · 전 · 전 · 조림 · 주올 · 취 · 치연 · 폭류 · 화
- 번뇌의 작용
- 번뇌의 분류
  - 3루
  - 4액
  - 4취
  - 4폭류
  - 5부: 견고소단 · 견집소단 · 견멸소단 · 견도소단 · 수도소단 = 견소단 + 수소단
  - 5주지번뇌
  - 견혹 + 수혹 = 견소단 + 수소단 = 미리혹 + 미사혹 = 분별기 + 구생기
  - 근본번뇌 + 수번뇌
  - 번뇌장 + 소지장
- 번뇌 = 근본번뇌 + 수번뇌
  - 근본번뇌 = 수면
    - 3근본번뇌: 탐 · 진 · 치
    - 6수면: 탐 · 진 · 만 · 무명 · 견 · 의
    - 7수면: 욕탐 · 진 · 유탐 · 만 · 무명 · 견 · 의
    - 10수면: 탐 · 진 · 만 · 무명 · 유신견 · 변집견 · 사견 · 견취 · 계금취 · 의
    - 12수면: 욕탐 · 진 · 색탐 · 무색탐 · 만 · 무명 · 유신견 · 변집견 · 사견 · 견취 · 계금취 · 의
    - 98근본번뇌(설일체유부)
      - 견혹 = 견소단 = 미리혹 = 분별기: 설일체유부의 88근본번뇌
      - 수혹 = 수소단 = 미사혹 = 구생기: 설일체유부의 10근본번뇌

    - 128근본번뇌(유식유가행파)
      - 견혹 = 견소단 = 미리혹 = 분별기: 유식유가행파의 112근본번뇌
      - 수혹 = 수소단 = 미사혹 = 구생기: 유식유가행파의 16근본번뇌

  - 수번뇌 = 전
    - 8전 · 10전 · 6번뇌구
    - 19수번뇌(설일체유부)
      - 소번뇌지법의 10가지 모두: 분 · 부 · 간 · 질 · 뇌 · 해 · 한 · 첨 · 광 · 교
      - 대불선지법의 2가지 모두: 무참 · 무괴
      - 대번뇌지법의 6가지 가운데 5가지: 방일 · 해태 · 불신 · 혼침 · 도거
      - 부정지법의 8가지 가운데 2가지: 수면 · 악작

    - 20수번뇌(유식유가행파)
      - 소수번뇌심소의 10가지 모두: 분 · 한 · 부 · 뇌 · 질 · 간 · 광 · 첨 · 해 · 교
      - 중수번뇌심소의 2가지 모두: 무참 · 무괴
      - 대수번뇌심소의 8가지 모두: 도거 · 혼침 · 불신 · 해태 · 방일 · 실념 · 산란 · 부정지
- 번뇌 = 잡염 = 유부무기 + 불선
  - 유부무기
    - 욕계의 번뇌의 일부 · 색계의 번뇌 · 무색계의 번뇌
    - 4근본번뇌(말나식의 4번뇌: 아치 · 아견 · 아만 · 아애)

  - 불선 · 악
    - 욕계의 번뇌의 대다수
    - 불선근
    - 5악 · 10악
- 번뇌 = 108번뇌 = 98수면 + 10전
- 번뇌 = 개: 5개
- 번뇌 = 결: 2결 · 3결 · 4결 · 5결 · 9결 · 10결(= 5하분결 + 5상분결) · 98결 · 108결
- 번뇌 = 구애: 3구애 · 5구애
- 번뇌 = 뇌: 3뇌
- 번뇌 = 누: 3루
- 번뇌 = 박: 3박 · 4박
- 번뇌 = 사: 7사 · 10사 · 98사 · 128사
- 번뇌 = 악행: 3악행
- 번뇌 = 취: 2취 · 4취

## 참고 문헌
- 곽철환 (2003). 《시공 불교사전》. 시공사 / 네이버 지식백과. |title=에 외부 링크가 있음 (도움말)
- 미륵 지음, 현장 한역, 강명희 번역 (K.614, T.1579). 《유가사지론》. 한글대장경 검색시스템 - 전자불전연구소 / 동국역경원. K.570(15-465), T.1579(30-279). |title=에 외부 링크가 있음 (도움말)
- 세친 지음, 현장 한역, 권오민 번역 (K.955, T.1558). 《아비달마구사론》. 한글대장경 검색시스템 - 전자불전연구소 / 동국역경원. K.955(27-453), T.1558(29-1). |title=에 외부 링크가 있음 (도움말)
- 호법 등 지음, 현장 한역, 김묘주 번역 (K.614, T.1585). 《성유식론》. 한글대장경 검색시스템 - 전자불전연구소 / 동국역경원. K.614(17-510), T.1585(31-1). |title=에 외부 링크가 있음 (도움말)
- 세친 지음, 현장 한역, 송성수 번역 (K.618, T.1612). 《대승오온론》. 한글대장경 검색시스템 - 전자불전연구소 / 동국역경원. K.618(17-637), T.1612(31-848). |title=에 외부 링크가 있음 (도움말)
- 운허.  동국역경원 편집, 편집. 《불교 사전》. |title=에 외부 링크가 있음 (도움말)
- (영어) DDB. 《Digital Dictionary of Buddhism (電子佛教辭典)》. Edited by A. Charles Muller. |title=에 외부 링크가 있음 (도움말)
- (중국어) 미륵 조, 현장 한역 (T.1579). 《유가사지론(瑜伽師地論)》. 대정신수대장경. T30, No. 1579. CBETA. |title=에 외부 링크가 있음 (도움말)
- (중국어) 佛門網. 《佛學辭典(불학사전)》. |title=에 외부 링크가 있음 (도움말)
- (중국어) 星雲. 《佛光大辭典(불광대사전)》 3판. |title=에 외부 링크가 있음 (도움말)
- (중국어) 세친 조, 현장 한역 (T.1612). 《대승오온론(大乘五蘊論)》. 대정신수대장경. T31, No. 1612, CBETA. |title=에 외부 링크가 있음 (도움말)
- (중국어) 세친 조, 현장 한역 (T.1558). 《아비달마구사론(阿毘達磨俱舍論)》. 대정신수대장경. T29, No. 1558, CBETA. |title=에 외부 링크가 있음 (도움말)
- (중국어) 호법 등 지음, 현장 한역 (T.1585). 《성유식론(成唯識論)》. 대정신수대장경. T31, No. 1585, CBETA. |title=에 외부 링크가 있음 (도움말)